# Huyan Zan
Dans ce nom, le nom de famille, Huyan, précède le nom personnel Zan.
Huyan Zan (chinois simplifié : 呼延赞 ; chinois traditionnel : 呼延贊) (mort en 1000) était un général chinois de la dynastie des Song du nord.

## Biographie
Huyan Zan est né à Taiyuan, dans la province de Bing. Il commence sa carrière militaire très jeune en tant que cavalier, mais est rapidement promu officier de cavalerie. En 964, il est utilisé durant la campagne des Song contre les Shu postérieur, et mène en personne ses troupes lors de la bataille. En 979 il se distingue par ses prouesses en arts martiaux lors de la campagne des Han postérieurs.
Après plusieurs campagnes désastreuses contre les Khitans de la dynastie Liao, Huyan Zan est nommé en 992 gouverneur des préfectures frontalières et responsable de leur défense. Au cours de son mandat (992-997), il revigore les défenses de la région frontalière et contient un certain nombre d'attaques des Khitans. En 997, il démissionne de ses fonctions après la mort de l'empereur Song Taizong et meurt en 1000.